# Haminoea virescens
Haminoea virescens is een slakkensoort uit de familie van de Haminoeidae. De wetenschappelijke naam van de soort is voor het eerst geldig gepubliceerd in 1833 door Sowerby II.